# Hans Siemensmeyer
Hans Siemensmeyer (23 settembre 1940) è un ex calciatore tedesco, di ruolo centrocampista.

## Carriera

### Club
Ha giocato nel campionato tedesco con Rot-Weiß Oberhausen e Hannover 96.

### Nazionale
In Nazionale ha giocato 3 partite, nel 1967.